# 森野米三
森野 米三（もりの よねぞう、1908年8月31日 - 1995年10月24日）は、物理化学者。理学博士。東京大学名誉教授。

## 経歴
1908年（明治41年）、大阪府に生まれる。旧制今宮中学校、旧制大阪高校を経て、1931年（昭和6年）、東京帝国大学理学部化学科卒業。片山正夫に師事する。1937年（昭和12年）、理学博士。東京帝国大学助手、助教授、名古屋帝国大学講師、教授を経て、1948年（昭和23年）東京大学教授に就任。1970年から1978年まで、相模中央化学研究所所長。ラマン効果、気体電子線回折、マイクロ波分光による分子構造の研究や多原子分子の振動と回転の相互作用などに業績を残した。後に同研究所理事も務めた。
分子科学研究所の創設に尽力した。

## 学術賞
- 1942年：日本化学会櫻井褒賞（「分子の基準振動に関する研究」）[2]
- 1964年：日本学士院賞（博士論文「気体電子線回折およびマイクロ波分光による分子構造の研究」）[2]
- 1973年：藤原賞[2]

## 栄典
- 1980年：勲二等瑞宝章[2]
- 1981年：文化功労者[2]
- 1992年：文化勲章[2]
- 1995年：勲一等瑞宝章[2]